# Stegodon
Stegodon var ett släkte elefantdjur och den enda systematiska gruppen i familjen Stegodontidae. Det vetenskapliga namnet kommer från grekiska och är sammansatt av stegein för täckt och odon för tand. Namnet syftar på molarernas (kindtänder) konstruktion. Det skiljs mellan omkring tio arter som levde mellan pliocen och holocen i Asien samt under mellersta pliocen i Afrika.

## Uppkomst och utbredning
Som Stegodons anfader anses släktet Stegolophodon. De äldsta fossilen av Stegodon hittades i Asien och daterades till mellersta pliocen. Släktet vandrade även till Afrika och förekom där så långt som söder om Sahara. Den afrikanska grenen dog ut före pleistocen. I östra Asien överlevde släktet däremot mycket längre. Fossil från pleistocen hittades från norra Kina till Java. De yngsta lämningarna som är ungefär 4 000 år gamla upptäcktes i en grotta in den kinesiska provinsen Yunnan (Ma & Tang 1992). För cirka 12 000 år sedan fanns arten Stegodon florensis kvar på Flores och från Java är dvärgformer kända som levde under senare pleistocen.

## Beskrivning

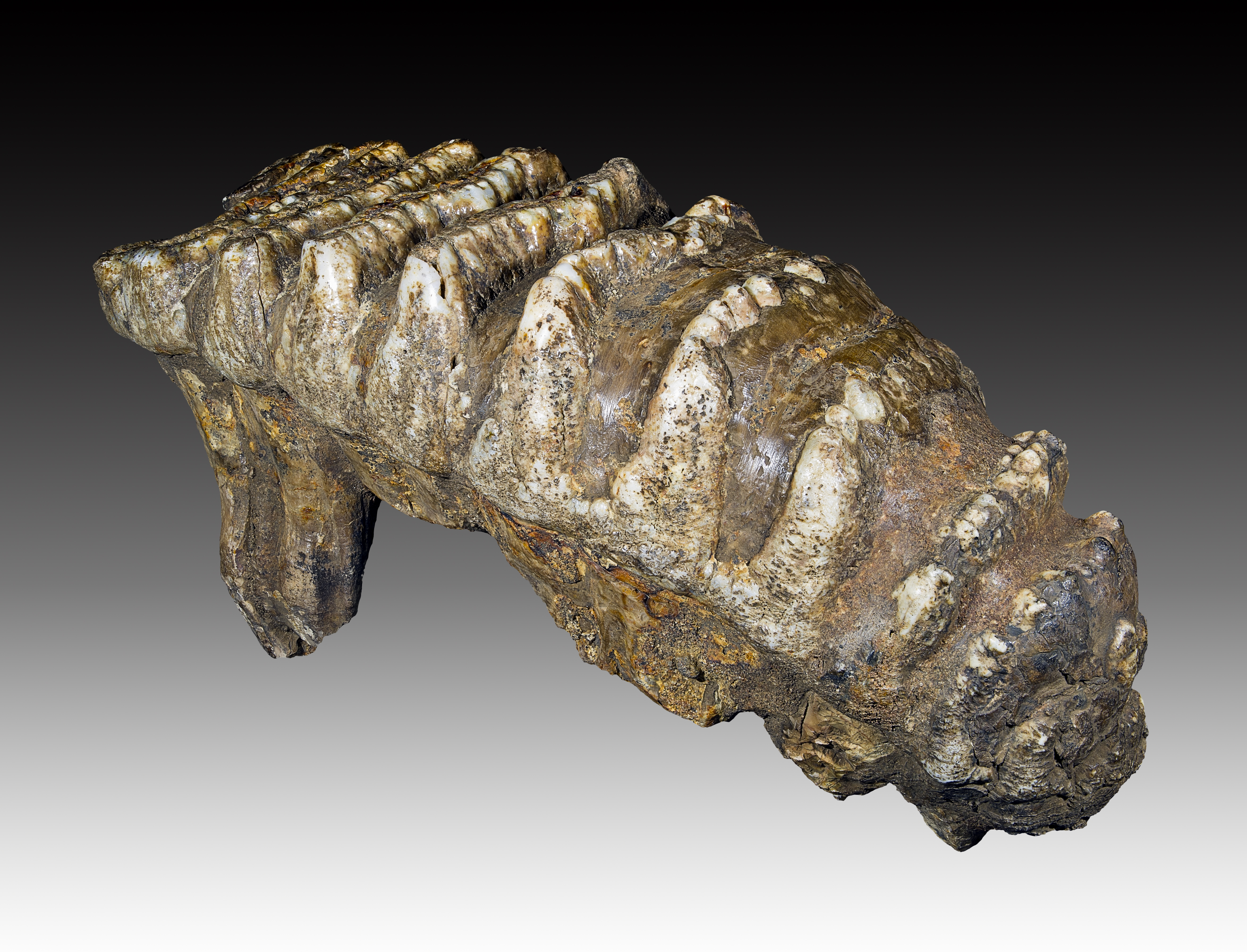
Stegodon trigonocephalus - Molar

Tidigare antogs Stegodon vara elefanternas (Elephantidae) anfader men snart blev det klart att de är närmare släkt med mastodonter. Likheterna med elefanter anses bero på konvergent evolution. De största arterna i släktet nådde en mankhöjd upp till 4 meter. Hannarnas betar blev upp till 3 meter långa och satt så tät ihop att det saknades mellanrum för snabeln. Därför antas att snabeln vilade på betarna. På Java, Sulawesi, Timor och Flores uppträdde dvärgformer som bara hade en mankhöjd av 1,2 meter.

## Levnadssätt
Det antas att Stegodon liksom dagens elefanter levde i grupper. Habitatet utgjordes främst av täta skogar och savanner med många träd i tropikerna och subtropikerna. Fossil från norra Kina tyder på att de även levde i tempererade områden. De sista arterna av släktet levde delvis parallell med den asiatiska elefanten (Elephas maximus). Båda hade tänder anpassade till gräs som födoämne och de konkurrerade troligen om samma habitat. Kanske åt Stegodon istället mer löv.